# Palazzo Cavalieri Ossoli

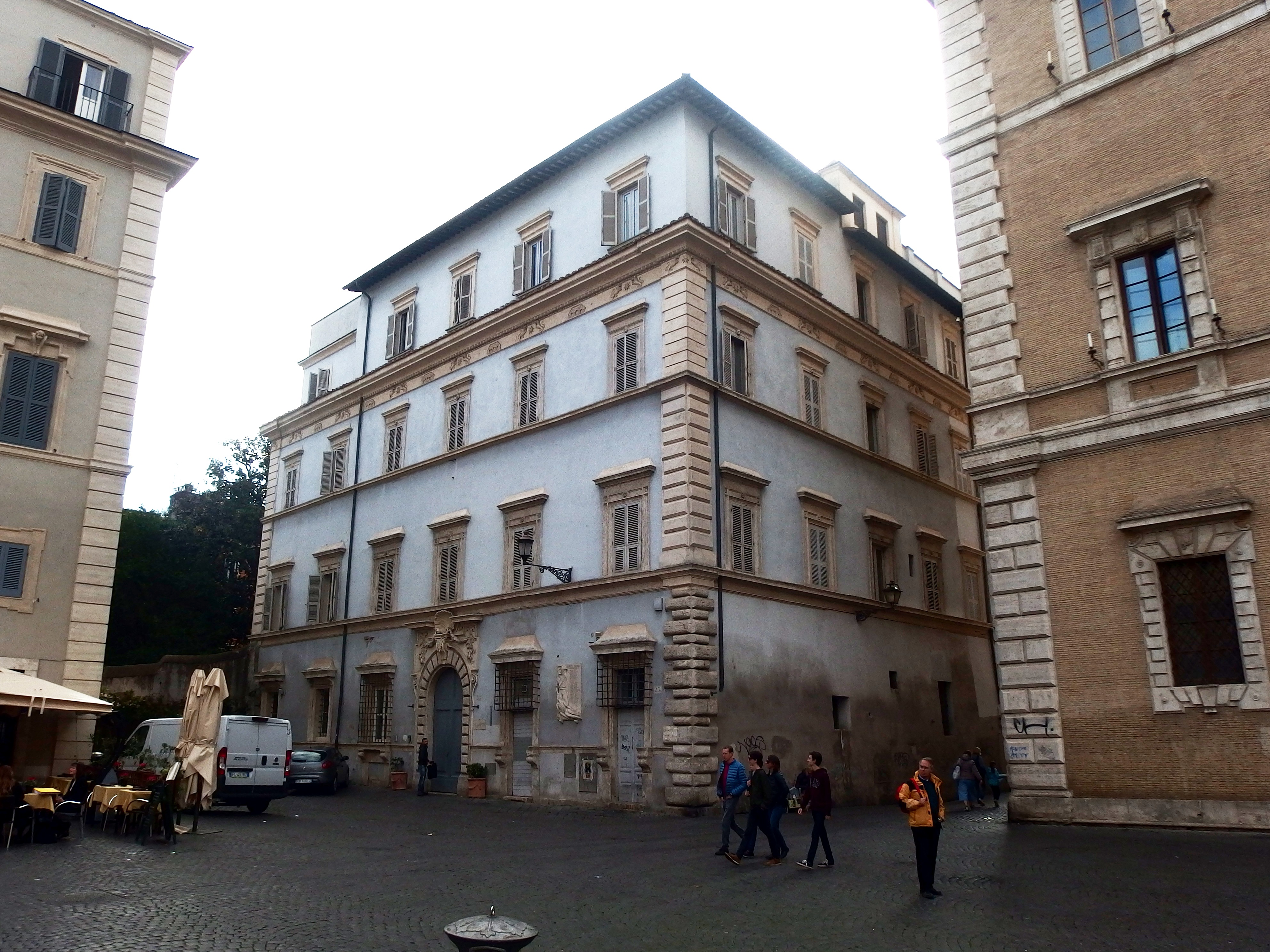
Vista do palácio na Piazza di Santa Maria in Trastevere.

Palazzo Cavalieri Ossoli, conhecido também como Palazzo Leopardi, é um palácio renascentista localizado tanto na Piazza di Santa Maria in Trastevere quanto na Piazza di San Callisto, no rione Trastevere de Roma. Nesta última, está ligado ao Palazzo Farinacci através do Arco di San Callisto, que se estende por cima da Via dell'Arco di San Callisto.

## História

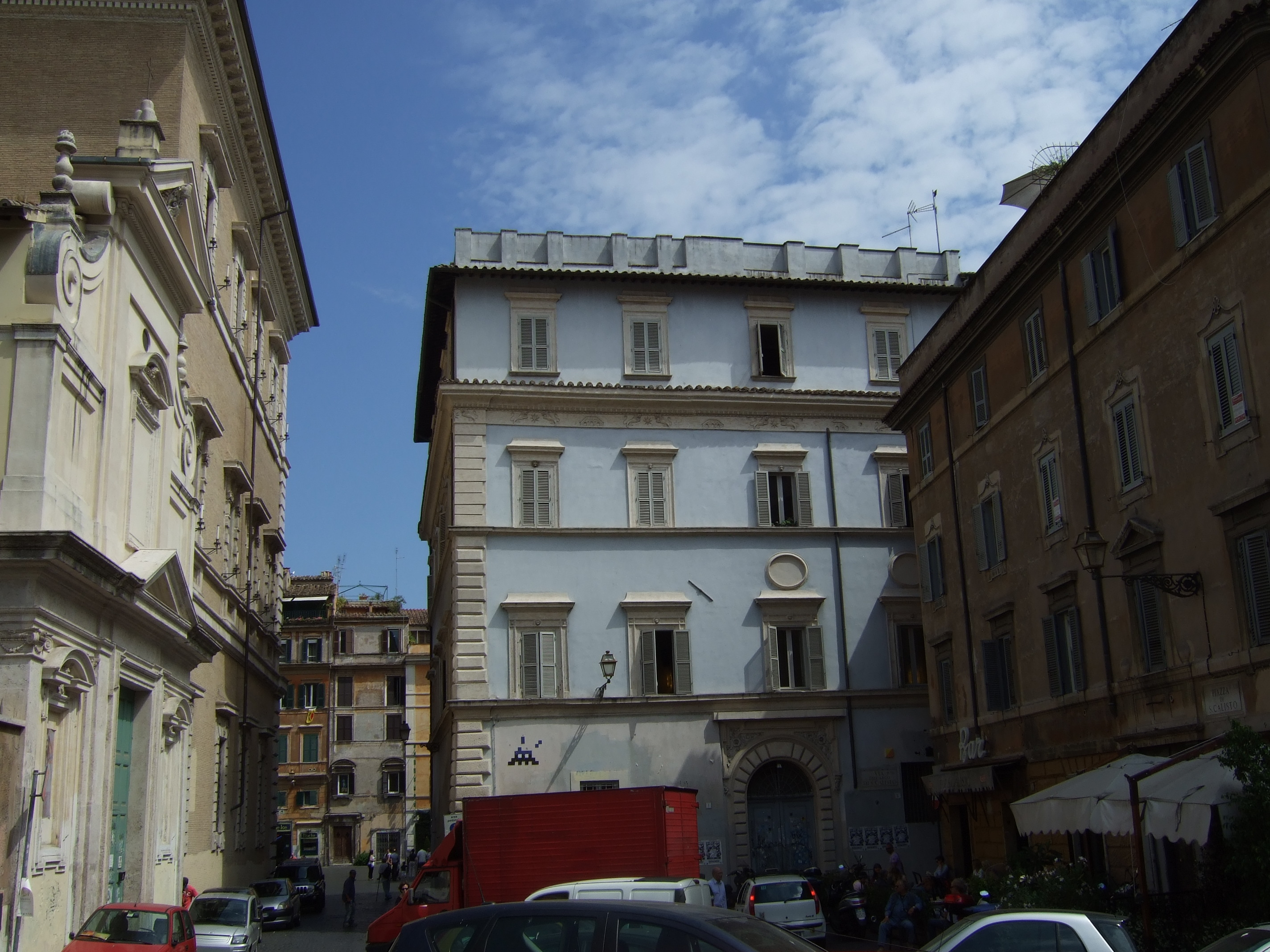
Fachada na Piazza San Callisto. À esquerda, a igreja de San Callisto e à direita, o Palazzo Farinacci.

Este edifício, construído pela primeira vez no século XVI, foi construído para a família Velli, provavelmente pelo arquiteto Giovanni Mangone. Em 1584, passou para as mãos dos Cavalieri, parentes dos Velli, possivelmente por herança. Pouco depois da metade do século seguinte, o palácio foi adquirido por Girolamo Sciarra, que o deixou em testamento para sua filha Lucrezia. Estes Sciarra (um ramo lateral da família Sciarra Colonna) decoraram o beiral com elementos heráldicos (ainda hoje bem visíveis) representando dois leões de frente para uma estrela intercalados por uma ponte com três arcadas. Em 1748, no mapa de Nolli, o palácio já aparece como propriedade dos Ossoli; em 1763, o edifício foi ocupado pelos jesuítas, que o utilizaram como casa de abrigo para os membros da ordem expulsos de Portugal. Durante a ocupação napoleônica de Roma, em 1799, todos os clérigos estrangeiros foram expulsos da cidade e o edifício trocou novamente de mãos: em 1803, estava nas mãos do conde Monaldo Leopardi, pai do grande poeta Giacomo Leopardi, mas, três anos depois, foi novamente vendido, desta vez para o padre Francesco Stracchini e o monsenhor Belisario Cristaldi, que ali fundaram a "Pia Casa del Rifugio di Santa Maria in Trastevere" com o patrocínio do cardeal Giulio Maria della Somaglia, para oferecer abrigo para as mulheres recém-libertadas do Cárcere Feminino de San Michele. Em 1899, a Pia Casa foi fundida com o Ritiro della Santa Croce in Santa Francesca Romana.
Desde 1978, o palácio é sede de um centro assistencial gerido pela administração da região do Lácio. 